# ذا تاور أوف دراوغا
ذا تاور أوف دراوغا (بالإنجليزية: The Tower of Druaga)‏ هي لعبة فيديو تم إنتاجها في سنة 1984، تم تطويرها وتوزيعها عن طريق شركة نامكو. يقوم اللاعب بالتحكم بفارس مدرع اسمه جلجامش ليقوم بصعود 60 طابق في البرج.